# ボスコヴィッチ (小惑星)
ボスコヴィッチ (14361 Boscovich) は小惑星帯の小惑星である。イタリア、ボローニャのサン・ヴィットーレ天文台 (Osservatorio San Vittore) で発見された。
18世紀のイエズス会の神父、天文学者、物理学者、数学者などの幅広さで活躍したルジェル・ヨシプ・ボスコヴィッチに因んで命名された。